# Gepida (márka)
A Gepida egy magyar kerékpárgyártó cég. Székhelye Budapest XVI. kerületében található. Nevüket egy germán népről kapták.

## Története

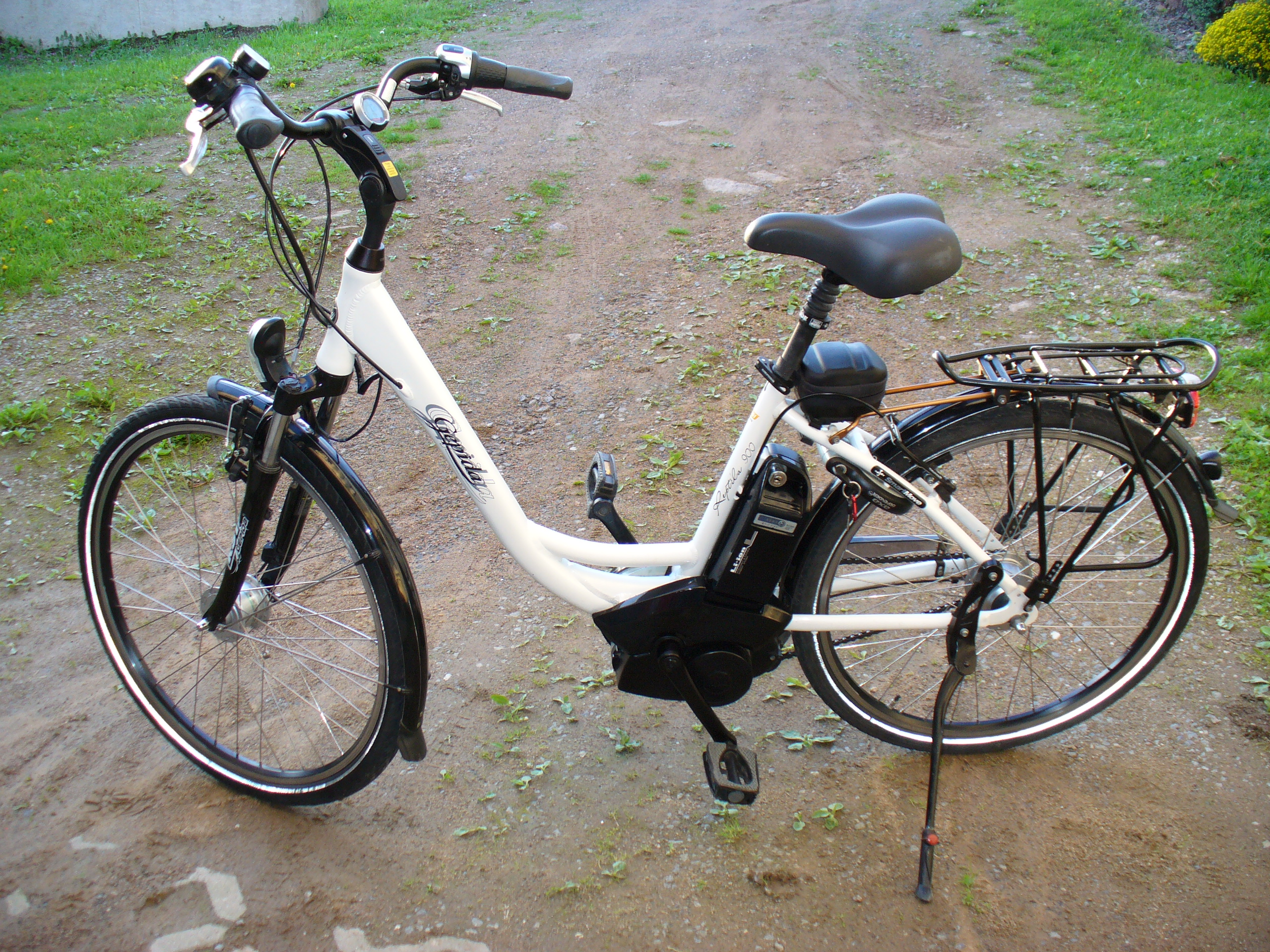
Egy Gepida bicikli

A Gepida kerékpárokat forgalmazó Olimpia Kft. története 1993-ban kezdődött, egy kis garázsban. Eleinte Olaszországból importáltak bicikliket. 1998-ban részt vettek a kölni világkiállításon. Ezt követően az Olimpia Kft. megvette a Gepidát. Ekkor költöztek Budapest XVI. kerületébe, ahonnan a mai napig működik a cég. A kétezres évekre már bővült a paletta, és külföldön is elkezdett terjedni a márka. 2008-ban dobták piacra az első elektromos kerékpárt. Manapság Magyarországon és Európában egyaránt elismert cég. A márka népszerűsége abban is megmutatkozik, hogy a Gepida kerékpárok egyre nagyobb létszámmal vannak jelen a nevesebb kerékpár-versenyeken is. A kerékpárok népszerűségét pedig tovább növeli, hogy a gyártó örök garanciát vállal biciklijei vázára.